# Daniela Aguinsky
Daniela Ema Aguinsky (nació en Buenos Aires, 7 de octubre de 1993) es una escritora, periodista y cineasta argentina.
Durante varios años se desempeñó como redactora de Espectáculos en el diario Clarín  y fue programadora en el TLV Fest, festival de cine queer de Tel Aviv. En 2021 fue ganadora del Segundo Premio Nacional de Poesía Alfonsina Storni por su libro Afecciones familiares / Terapia con animales, que será publicado en 2022 por Paisanita Editores. 

## Trayectoria

### Estudios
Se formó en cine en el CIC (Centro de Investigación Cinematográfica) y en la Universidad Di Tella. Tiene estudios en la carrera de Letras, Facultad de Filosofía y Letras (UBA).

## Algunas publicaciones

### Poesía
- Terapia con Animales [3]  Segundo Premio Nacional Alfonsina Storni 2021, Paisanita Editora.
- Amante japonés. Editorial Eloísa Cartonera (2023)
- Aieka. Paisanita Editora (2023)

### Traducciones
- Todos los platos del menú, de Ellen Bass. ISBN: 9789874794871, primera traducción al español, Editorial Gog & Magog. Daniela Aguinsky y Valentino Capelloni[4]

### Cine
- La guardia virtual (2019) Corto, selección oficial Festival Bafici.[5] | Selección Oficial TLV Fest. | Selección Oficial Outfest Perú | Competencia Nacional. Festival Cineversatil, ganador del Primer Premio del Público Cineversatil | Festival Internacional de Cine de Lima | Muestra de cortometrajes Buenos Aires/París 2019, en el marco de la 11.ª edición de la Semana Viví Francia
- Huracán Berta (2020) Corto, documental.[6] Primera mención en la categoría "Perspectiva feminista", Festival REC . Corto invitado al Festival Cineversatil 2020 .
- Diario de Yom Kipur (2021) . Segundo premio 10.ª Edición de Play Festival de video arte y cine experimental.
- Balcones. Corto documental (2021)
- 7 citas de Tinder (2021) Estrenada en el 9° Festival Internacional de Cine Documental de Buenos Aires (FIDBA).

### Fanzines y Revistas
- Bolena Zine (2016).
- Revista Rapallo (2020)
- Revista Aguinaldo nro. 3 (2020).
- Revista Hablar de Poesía n.°43 (Ed. Audisea, jul. 2021).